# Frosinone Calcio 2023-2024
Questa voce raccoglie le informazioni riguardanti il Frosinone Calcio nelle competizioni ufficiali della stagione 2023-2024.

## Stagione
Dopo aver vinto il campionato di Serie B, il Frosinone prende parte per la terza volta nella sua storia al campionato di Serie A, oltre che alla Coppa Italia a partire dai trentaduesimi. In panchina saluta Fabio Grosso dopo oltre due stagioni, e il 1º luglio 2023 viene annunciato Eusebio Di Francesco come suo successore. 
Nell'esordio in Serie A nella gara interna contro il Napoli, nonostante l'iniziale vantaggio grazie alla rete dal dischetto del nuovo acquisto Harroui, che segna il primo gol della Serie A 2023-2024, il Frosinone perde 3-1 in rimonta. Alla seconda giornata, disputata nuovamente allo Stirpe, la squadra si impone per 2-1 sull'Atalanta, trovando la prima vittoria in campionato. A partire da questo successo, la compagine colleziona una serie di cinque risultati utili consecutivi (due vittorie e tre pareggi), piazzandosi all'ottavo posto con nove punti dopo sei giornate. La sconfitta esterna con la Roma (0-2) pone fine alla serie positiva dei Ciociari, ma il Frosinone prosegue il momento positivo conquistando nove punti nelle successive sei giornate, grazie a tre vittorie per 2-1 contro le dirette concorrenti Verona, Empoli e Genoa, posizionandosi al decimo posto al tredicesimo turno.. La squadra è trascinata dal giovane fantasista Soulè che segna cinque gol in queste sei partite,. A inizio dicembre arrivano la sconfitta esterna col Milan (3-1) e un pareggio col Torino (0-0), che precede una serie di cinque sconfitte consecutive culminata nel 5-0 patito dall'Atalanta nella prima giornata di ritorno. La squadra chiude comunque il girone d'andata con 19 punti in altrettante partite, posizionandosi al quindicesimo posto..
La vittoria per 3-1 con il Cagliari e il pareggio con il Verona, sembrano il preludio di un girone di ritorno tranquillo, ma la manita nella trasferta contro la Fiorentina (5-1), apre una nuova serie di tre sconfitte fra cui quella di misura patita dalla Juventus (3-2), con rete del bianconero Rugani al 95'. La squadra ottiene un punto nelle successive tre partite e alla ventinovesima giornata si trova al diciottesimo posto con 24 punti e in zona retrocessione.. La squadra ottiene quattro punti nelle successive quattro gare prima di imporsi per 3-0 sulla Salernitana ultima in classifica, condannandola alla retrocessione, e di pareggiare nello scontro diretto con l'Empoli (0-0). Nonostante la pesante sconfitta interna inflitta dall'Inter (5-0), nel frattempo matematicamente Campione d'Italia, alla penultima giornata i giallazzurri battono il Monza (0-1) con una rete di Walid Cheddira, condannando il Sassuolo alla retrocessione in Serie B.. Alla vigilia dell'ultima giornata il Frosinone è sedicesimo con 35 punti, uno in più dell'Udinese diciassettesima e due in più dell'Empoli in zona retrocessione. L'avversario è proprio l'Udinese che passa in vantaggio con la rete di Davis a 14' dalla fine, fissando il risultato sull'1-0 finale per i friulani. La contemporanea vittoria dell'Empoli ai danni della Roma (3-2) grazie a un gol di Niang al 93' condanna i Ciociari alla retrocessione in Serie B.. 
Il percorso in Coppa Italia è il migliore della storia della squadra: eliminato il Pisa ai trentaduesimi (1-0) grazie a un'autorete di Canestrelli, ai sedicesimi i Ciociari passano 2-1 in casa del Torino, accedendo agli ottavi di finale contro i campioni d'Italia in carica del Napoli, che eliminano dalla competizione, imponendosi al Maradona per 4-0, grazie alle reti di Barrenechea, Caso, Cheddira e Harroui negli ultimi 30'. I frusinati raggiungono quindi per la prima volta nella loro storia i quarti di finale della Coppa Italia maggiore, nei quali vengono eliminati dalla Juventus che si impone 4-0.

## Divise e sponsor
Gli sponsor ufficiali per la stagione 2023-2024 sono MeglioBanca (marchio appartenente alla Banca Popolare del Frusinate) e Acqua Fiuggi, lo sleeve sponsor è Orsolini, il back sponsor è Supermercati Dem mentre lo sponsor tecnico è il marchio Zeus Sport.
| Casa | Trasferta | Terza divisa | Quarta Divisa |

## Rosa
Sono in corsivo i calciatori che hanno lasciato la società a stagione in corso.
| N. |                      | Ruolo | Calciatore         |
| -- | -------------------- | ----- | ------------------ |
| 1  | Italia (bandiera)    | P     | Pierluigi Frattali |
| 3  | Italia (bandiera)    | D     | Riccardo Marchizza |
| 4  | Italia (bandiera)    | C     | Marco Brescianini  |
| 5  | Italia (bandiera)    | D     | Caleb Okoli        |
| 6  | Italia (bandiera)    | D     | Simone Romagnoli   |
| 7  | Uruguay (bandiera)   | A     | Jaime Báez         |
| 8  | Croazia (bandiera)   | C     | Karlo Lulić        |
| 8  | Senegal (bandiera)   | A     | Demba Seck         |
| 9  | Italia (bandiera)    | A     | Gennaro Borrelli   |
| 9  | Brasile (bandiera)   | A     | Kaio Jorge         |
| 10 | Italia (bandiera)    | A     | Giuseppe Caso      |
| 11 | Albania (bandiera)   | A     | Marvin Çuni        |
| 12 | Brasile (bandiera)   | C     | Reinier            |
| 14 | Italia (bandiera)    | C     | Francesco Gelli    |
| 16 | Italia (bandiera)    | C     | Luca Garritano     |
| 17 | Georgia (bandiera)   | A     | Giorgi Kvernadze   |
| 18 | Argentina (bandiera) | A     | Matías Soulé       |
| 19 | Italia (bandiera)    | A     | Luigi Canotto      |
| 19 | Italia (bandiera)    | D     | Nadir Zortea       |
| 20 | Spagna (bandiera)    | D     | Pol Lirola         |

| N. |                      | Ruolo | Calciatore                     |
| -- | -------------------- | ----- | ------------------------------ |
| 21 | Marocco (bandiera)   | C     | Abdou Harroui                  |
| 22 | Gabon (bandiera)     | D     | Anthony Oyono                  |
| 23 | Albania (bandiera)   | D     | Sergio Kalaj                   |
| 24 | Marocco (bandiera)   | C     | Mehdi Bourabia                 |
| 25 | Polonia (bandiera)   | D     | Przemysław Szymiński           |
| 26 | Marocco (bandiera)   | A     | Soufiane Bidaoui               |
| 27 | Germania (bandiera)  | C     | Arijon Ibrahimović             |
| 29 | Francia (bandiera)   | A     | Farès Ghedjemis                |
| 30 | Italia (bandiera)    | D     | Ilario Monterisi               |
| 31 | Italia (bandiera)    | P     | Michele Cerofolini             |
| 32 | Italia (bandiera)    | D     | Emanuele Valeri                |
| 33 | Italia (bandiera)    | P     | Michele Avella                 |
| 33 | Italia (bandiera)    | D     | Kevin Bonifazi                 |
| 36 | Italia (bandiera)    | C     | Luca Mazzitelli (capitano)     |
| 45 | Argentina (bandiera) | C     | Enzo Barrenechea               |
| 47 | Brasile (bandiera)   | D     | Mateus Lusuardi                |
| 70 | Marocco (bandiera)   | A     | Walid Cheddira                 |
| 80 | Italia (bandiera)    | P     | Stefano Turati (vice capitano) |

## Calciomercato

### Sessione estiva (dall'1/7 all'1/9)
| Acquisti | Acquisti            | Acquisti            | Acquisti                         |
| R.       | Nome                | da                  | Modalità                         |
| -------- | ------------------- | ------------------- | -------------------------------- |
| P        | Thomas Vettorel     | Monopoli            | fine prestito                    |
| P        | Stefano Turati      | Sassuolo            | prestito                         |
| P        | Michele Cerofolini  | Fiorentina          | definitivo                       |
| P        | Pierluigi Frattali  | Bari                | definitivo                       |
| D        | Milan Kremenovic    | Hebăr Pazardžik     | fine prestito                    |
| D        | Lukas Klitten       | Silkeborg           | fine prestito                    |
| D        | Federico Bevilacqua | Pergolettese        | fine prestito                    |
| D        | Riccardo Marchizza  | Sassuolo            | definitivo                       |
| D        | Ilario Monterisi    | Lecce               | definitivo                       |
| D        | Simone Romagnoli    | Lecce               | definitivo                       |
| D        | Mateus Lusuardi     | Criciúma            | prestito con diritto di riscatto |
| D        | Pol Lirola          | Olympique Marsiglia | prestito con diritto di riscatto |
| D        | Akaki Giunashvili   | K'olkheti-1913 Poti | prestito                         |
| D        | Caleb Okoli         | Atalanta            | prestito                         |
| C        | Marko Bozic         | Maribor             | fine prestito                    |
| C        | Matteo Ricci        | Fatih Karagümrük    | fine prestito                    |
| C        | Hamza Haoudi        | Turris              | fine prestito                    |
| C        | Luca Mazzitelli     | Monza               | riscatto del cartellino          |
| C        | Marco Brescianini   | Milan               | definitivo                       |
| C        | Abdou Harroui       | Sassuolo            | definitivo                       |
| C        | Enzo Barrenechea    | Juventus            | prestito                         |
| C        | Justin Ferizaj      | Shamrock Rovers     | definitivo                       |
| C        | Alessandro Boccia   | SPAL                | prestito con diritto di riscatto |
| C        | Reinier             | Real Madrid         | prestito                         |
| C        | Mehdi Bourabia      | Spezia              | definitivo                       |
| C        | Arijon Ibrahimović  | Bayern Monaco       | prestito con diritto di riscatto |
| A        | Luigi Canotto       | Reggina             | fine prestito                    |
| A        | Pierluca Luciani    | Siena               | fine prestito                    |
| A        | Giacomo Manzari     | Monopoli            | fine prestito                    |
| A        | Alexander Satariano | Balzan              | fine prestito                    |
| A        | Simone Stampete     | Recanatese          | fine prestito                    |
| A        | Michele Volpe       | Juve Stabia         | fine prestito                    |
| A        | Gennaro Borrelli    | Pescara             | riscatto del cartellino          |
| A        | Samuele Mulattieri  | Inter               | riscatto del cartellino          |
| A        | Tai Matea Panic     | Dekani              | definitivo                       |
| A        | Giorgi Kvernadze    | K'olkheti-1913 Poti | prestito con diritto di riscatto |
| A        | Marvin Çuni         | Bayern Monaco       | definitivo                       |
| A        | Walid Cheddira      | Napoli              | prestito                         |
| A        | Matías Soulé        | Juventus            | prestito                         |
| A        | Alejandro Cichero   | Boston River        | definitivo                       |
| A        | Kaio Jorge          | Juventus            | prestito                         |

| Cessioni | Cessioni             | Cessioni     | Cessioni                         |
| R.       | Nome                 | a            | Modalità                         |
| -------- | -------------------- | ------------ | -------------------------------- |
| P        | Stefano Turati       | Sassuolo     | fine prestito                    |
| P        | Leonardo Loria       | Pisa         | fine prestito                    |
| P        | Giuseppe Marcianò    |              | svincolato                       |
| P        | Thomas Vettorel      | Gubbio       | definitivo                       |
| P        | Lorenzo Palmisani    | Olbia        | prestito                         |
| D        | Fabio Lucioni        | Lecce        | fine prestito                    |
| D        | Ilario Monterisi     | Lecce        | fine prestito                    |
| D        | Mario Sampirisi      | Monza        | fine prestito                    |
| D        | Luca Ravanelli       | Cremonese    | fine prestito                    |
| D        | Gianluca Frabotta    | Juventus     | fine prestito                    |
| D        | Matteo Cotali        |              | svincolato                       |
| D        | Federico Bevilacqua  |              | svincolato                       |
| D        | Gabriele Bracaglia   | Renate       | prestito                         |
| D        | Milan Kremenovic     |              | svincolato                       |
| D        | Alessio Maestrelli   | Turris       | definitivo                       |
| D        | Evan Bouabre         | Rimini       | prestito                         |
| D        | Przemysław Szymiński | Reggiana     | prestito                         |
| D        | Lukas Klitten        |              | svincolato                       |
| C        | Ben Lhassine Kone    | Torino       | fine prestito                    |
| C        | Andrea Oliveri       | Atalanta     | fine prestito                    |
| C        | Luca Mazzitelli      | Monza        | fine prestito                    |
| C        | Marko Bozic          | Maribor      | definitivo                       |
| C        | Marcus Rohdén        |              | svincolato                       |
| C        | Matteo Ricci         | Sampdoria    | definitivo                       |
| C        | Daniel Boloca        | Sassuolo     | definitivo                       |
| C        | Simone Cangianiello  | Lucchese     | prestito                         |
| C        | Kalifa Kujabi        | Torres       | prestito                         |
| C        | Andrea Errico        |              | svincolato                       |
| C        | Hamza Haoudi         | Pro Vercelli | prestito                         |
| A        | Giacomo Manzari      | Sassuolo     | fine prestito                    |
| A        | Luca Moro            | Sassuolo     | fine prestito                    |
| A        | Gennaro Borrelli     | Pescara      | fine prestito                    |
| A        | Luca Gozzo           | Crotone      | fine prestito                    |
| A        | Miloš Bočić          | Pescara      | fine prestito                    |
| A        | Samuele Mulattieri   | Inter        | controriscatto del cartellino    |
| A        | Luca Matarese        |              | svincolato                       |
| A        | Alexander Satariano  |              | svincolato                       |
| A        | Roberto Insigne      | Palermo      | definitivo                       |
| A        | Sergio Jirillo       | Sora         | definitivo                       |
| A        | Pierluca Luciani     | Messina      | prestito                         |
| A        | Simone Condello      | Pro Vercelli | definitivo                       |
| A        | Alessandro Selvini   | Rimini       | prestito                         |
| A        | Ayoub Afi            |              | svincolato                       |
| A        | Michele Volpe        |              | svincolato                       |
| A        | Luigi Canotto        | Cosenza      | prestito con diritto di riscatto |
| A        | Gennaro Borrelli     | Brescia      | prestito con diritto di riscatto |

### Trasferimenti dopo la sessione estiva
| Acquisti | Acquisti       | Acquisti | Acquisti   |
| R.       | Nome           | da       | Modalità   |
| -------- | -------------- | -------- | ---------- |
| P        | Michele Avella |          | svincolato |

### Sessione invernale (dal 2/1 al 01/2)
| Acquisti | Acquisti           | Acquisti  | Acquisti      |
| R.       | Nome               | da        | Modalità      |
| -------- | ------------------ | --------- | ------------- |
| P        | Lorenzo Palmisani  | Olbia     | fine prestito |
| D        | Kevin Bonifazi     | Bologna   | prestito      |
| D        | Evan Bouabre       | Rimini    | fine prestito |
| D        | Emanuele Valeri    | Cremonese | definitivo    |
| D        | Lazar Zaknic       | Sassuolo  | definitivo    |
| D        | Andreas Ioannou    | Sassuolo  | definitivo    |
| D        | Nadir Zortea       | Atalanta  | prestito      |
| C        | Matteo Cichella    | Roma      | definitivo    |
| A        | Alessandro Selvini | Rimini    | fine prestito |
| A        | Farès Ghedjemis    | Rouen     | definitivo    |
| A        | Demba Seck         | Torino    | prestito      |

| Cessioni | Cessioni       | Cessioni    | Cessioni                         |
| R.       | Nome           | a           | Modalità                         |
| -------- | -------------- | ----------- | -------------------------------- |
| P        | Michele Avella | Brescia     | prestito con diritto di riscatto |
| C        | Karlo Lulić    | Bari        | definitivo                       |
| C        | Mehdi Bourabia | Kayserispor | n.d.                             |

## Risultati

### Serie A

#### Girone di andata
| Arbitro: | Marcenaro (Genova) |

|                   |           |                               |
| Harroui 7’ (rig.) | Marcatori | 24’ Politano 42’, 79’ Osimhen |

| Arbitro: | Sacchi (Macerata) |

|                          |           |            |
| Harroui 5’ Monterisi 24’ | Marcatori | 56’ Zapata |

| Udine 2 settembre 2023, ore 18:30 CEST 3ª giornata | Udinese                  | 0 – 0 referto | Frosinone | Stadio Friuli (20 116 spett.)\| Arbitro: \| Guida (Torre Annunziata) \| |
| Arbitro:                                           | Guida (Torre Annunziata) |               |           |                                                                         |

| Arbitro: | Prontera (Bologna) |

|                                                        |           |                   |
| Cheddira 45+4’ (rig.) Mazzitelli 70’, 76’ Lirola 90+6’ | Marcatori | 7’, 24’ Pinamonti |

| Arbitro: | Piccinini (Forlì) |

|            |           |               |
| Cabral 52’ | Marcatori | 12’ Romagnoli |

| Arbitro: | Fourneau (Roma) |

|           |           |              |
| Soulé 70’ | Marcatori | 19’ González |

| Arbitro: | Marchetti (Ostia Lido) |

|                           |           |  |
| Lukaku 21’ Pellegrini 83’ | Marcatori |  |

| Arbitro: | Ferrieri Caputi (Livorno) |

|                         |           |             |
| Reinier 45+1’ Soulé 66’ | Marcatori | 90+4’ Đurić |

| Arbitro: | Doveri (Roma) |

|                               |           |                  |
| Ferguson 19’ De Silvestri 22’ | Marcatori | 63’ (rig.) Soulé |

| Arbitro: | Pairetto (Nichelino) |

|                                                    |           |                                |
| Oristanio 72’ Makoumbou 76’ Pavoletti 90+4’, 90+6’ | Marcatori | 23’, 37’ Soulé 49’ Brescianini |

| Arbitro: | Manganiello (Pinerolo) |

|                          |           |            |
| Çuni 58’ Ibrahimović 74’ | Marcatori | 86’ Caputo |

| Arbitro: | Dionisi (L'Aquila) |

|                                   |           |  |
| Dimarco 43’ Çalhanoğlu 48’ (rig.) | Marcatori |  |

| Arbitro: | Zufferli (Udine) |

|                           |           |                  |
| Soulé 34’ Monterisi 90+4’ | Marcatori | 38’ Malinovs'kyj |

| Arbitro: | Marchetti (Ostia Lido) |

|                                  |           |                 |
| Jović 43’ Pulisic 50’ Tomori 74’ | Marcatori | 82’ Brescianini |

| Frosinone 10 dicembre 2023, ore 12:30 CET 15ª giornata | Frosinone         | 0 – 0 referto | Torino | Stadio Benito Stirpe (13 807 spett.)\| Arbitro: \| Massimi (Termoli) \| |
| Arbitro:                                               | Massimi (Termoli) |               |        |                                                                         |

| Arbitro: | Zufferli (Udine) |

|                          |           |                       |
| Piccoli 11’ Ramadani 89’ | Marcatori | 33’ (rig.) Kaio Jorge |

| Arbitro: | Mariani (Aprilia) |

|          |           |                         |
| Báez 51’ | Marcatori | 12’ Yıldız 81’ Vlahović |

| Arbitro: | Feliciani (Teramo) |

|                                        |           |                  |
| Castellanos 70’ Isaksen 72’ Patric 84’ | Marcatori | 58’ (rig.) Soulé |

| Arbitro: | Ferrieri Caputi (Livorno) |

|                              |           |                                       |
| Harroui 56’ Soulé 76’ (rig.) | Marcatori | 18’ Mota 45’ Carboni 55’ (aut.) Soulé |

#### Girone di ritorno
| Arbitro: | Prontera (Bologna) |

|                                                                            |           |  |
| Koopmeiners 8’ (rig.) Éderson 13’ De Ketelaere 14’ Zappacosta 83’ Holm 90’ | Marcatori |  |

| Arbitro: | Dionisi (L'Aquila) |

|                                           |           |              |
| Mazzitelli 64’ Soulé 75’ Kaio Jorge 90+6’ | Marcatori | 26’ Sulemana |

| Arbitro: | La Penna (Roma 1) |

|                     |           |                |
| Suslov 45+3’ (rig.) | Marcatori | 58’ Kaio Jorge |

| Arbitro: | Pairetto (Nichelino) |

|                                 |           |                                 |
| Soulé 24’ (rig.) Mazzitelli 65’ | Marcatori | 17’ Giroud 72’ Gabbia 81’ Jović |

| Arbitro: | Feliciani (Teramo) |

|                                                                  |           |                |
| Belotti 16’ Ikoné 19’ Martínez Quarta 43’ González 53’ Barák 85’ | Marcatori | 66’ Mazzitelli |

| Arbitro: | Giua (Olbia) |

|  |           |                                           |
|  | Marcatori | 38’ Huijsen 71’ Azmoun 81’ (rig.) Paredes |

| Arbitro: | Rapuano (Rimini) |

|                               |           |                              |
| Vlahović 3’, 32’ Rugani 90+5’ | Marcatori | 14’ Cheddira 27’ Brescianini |

| Arbitro: | Guida (Torre Annunziata) |

|                |           |                       |
| Cheddira 45+2’ | Marcatori | 61’ (aut.) Cerofolini |

| Arbitro: | La Penna (Roma 1) |

|                |           |  |
| Thorstvedt 58’ | Marcatori |  |

| Arbitro: | Rapuano (Rimini) |

|                         |           |                                   |
| Lirola 13’ Cheddira 70’ | Marcatori | 38’ Zaccagni 57’, 62’ Castellanos |

| Arbitro: | Sacchi (Macerata) |

|                        |           |             |
| Guðmundsson 30’ (rig.) | Marcatori | 36’ Reinier |

| Frosinone 7 aprile 2024, ore 12:30 CEST 31ª giornata | Frosinone      | 0 – 0 referto | Bologna | Stadio Benito Stirpe (14 896 spett.)\| Arbitro: \| Orsato (Schio) \| |
| Arbitro:                                             | Orsato (Schio) |               |         |                                                                      |

| Arbitro: | Fabbri (Ravenna) |

|                          |           |                   |
| Politano 16’ Osimhen 63’ | Marcatori | 50’, 73’ Cheddira |

| Torino 21 aprile 2024, ore 15:00 CEST 33ª giornata | Torino           | 0 – 0 referto | Frosinone | Stadio Olimpico Grande Torino (23 728 spett.)\| Arbitro: \| Rapuano (Rimini) \| |
| Arbitro:                                           | Rapuano (Rimini) |               |           |                                                                                 |

| Arbitro: | Fourneau (Roma 1) |

|                                             |           |  |
| Soulé 10’ (rig.) Brescianini 32’ Zortea 85’ | Marcatori |  |

| Empoli 5 maggio 2024, ore 15:00 CEST 35ª giornata | Empoli          | 0 – 0 referto | Frosinone | Stadio Carlo Castellani (13 110 spett.)\| Arbitro: \| Doveri (Roma 1) \| |
| Arbitro:                                          | Doveri (Roma 1) |               |           |                                                                          |

| Arbitro: | Giua (Olbia) |

|  |           |                                                                  |
|  | Marcatori | 19’ Frattesi 60’ Arnautović 77’ Buchanan 80’ Martínez 84’ Thuram |

| Arbitro: | Fabbri (Ravenna) |

|  |           |             |
|  | Marcatori | 9’ Cheddira |

| Arbitro: | Doveri (Roma 1) |

|  |           |           |
|  | Marcatori | 76’ Davis |

### Coppa Italia

#### Turni eliminatori
| Arbitro: | Ghersini (Genova) |

|                       |           |  |
| Canestrelli 7’ (aut.) | Marcatori |  |

| Arbitro: | Fourneau (Roma 1) |

|          |           |                            |
| Zima 31’ | Marcatori | 5’ Ibrahimović 98’ Reinier |

#### Fase finale
| Arbitro: | Abisso (Palermo) |

|  |           |                                                              |
|  | Marcatori | 65’ Barrenechea 70’ Caso 90+1’ (rig.) Cheddira 90+5’ Harroui |

| Arbitro: | Sacchi (Macerata) |

|                                       |           |  |
| Milik 11’ (rig.), 38’, 48’ Yıldız 61’ | Marcatori |  |

## Statistiche

### Statistiche di squadra
Statistiche aggiornate al 26 maggio 2024.
| Competizione | Punti | In casa | In casa | In casa | In casa | In casa | In casa | In trasferta | In trasferta | In trasferta | In trasferta | In trasferta | In trasferta | Totale | Totale | Totale | Totale | Totale | Totale | DR  |
| Competizione | Punti | G       | V       | N       | P       | Gf      | Gs      | G            | V            | N            | P            | Gf           | Gs           | G      | V      | N      | P      | Gf     | Gs     | DR  |
| ------------ | ----- | ------- | ------- | ------- | ------- | ------- | ------- | ------------ | ------------ | ------------ | ------------ | ------------ | ------------ | ------ | ------ | ------ | ------ | ------ | ------ | --- |
| Serie A      | 35    | 19      | 7       | 4       | 8       | 28      | 32      | 19           | 1            | 7            | 11           | 16           | 37           | 38     | 8      | 11     | 19     | 44     | 69     | -25 |
| Coppa Italia | -     | 1       | 1       | 0       | 0       | 1       | 0       | 3            | 2            | 0            | 1            | 6            | 5            | 4      | 3      | 0      | 1      | 7      | 5      | +2  |
| Totale       | -     | 20      | 8       | 4       | 8       | 29      | 32      | 22           | 3            | 7            | 12           | 22           | 42           | 42     | 11     | 11     | 20     | 51     | 74     | -23 |

### Andamento in campionato
| Giornata  | 1  | 2  | 3  | 4 | 5 | 6 | 7 | 8 | 9  | 10 | 11 | 12 | 13 | 14 | 15 | 16 | 17 | 18 | 19 | 20 | 21 | 22 | 23 | 24 | 25 | 26 | 27 | 28 | 29 | 30 | 31 | 32 | 33 | 34 | 35 | 36 | 37 | 38 |
| --------- | -- | -- | -- | - | - | - | - | - | -- | -- | -- | -- | -- | -- | -- | -- | -- | -- | -- | -- | -- | -- | -- | -- | -- | -- | -- | -- | -- | -- | -- | -- | -- | -- | -- | -- | -- | -- |
| Luogo     | C  | C  | T  | C | T | C | T | C | T  | T  | C  | T  | C  | T  | C  | T  | C  | T  | C  | T  | C  | T  | C  | T  | C  | T  | C  | T  | C  | T  | C  | T  | T  | C  | T  | C  | T  | C  |
| Risultato | P  | V  | N  | V | N | N | P | V | P  | P  | V  | P  | V  | P  | N  | P  | P  | P  | P  | P  | V  | N  | P  | P  | P  | P  | N  | P  | P  | N  | N  | N  | N  | V  | N  | P  | V  | P  |
| Posizione | 15 | 10 | 10 | 6 | 8 | 8 | 9 | 8 | 12 | 12 | 11 | 12 | 10 | 12 | 12 | 13 | 14 | 14 | 15 | 15 | 13 | 13 | 14 | 14 | 15 | 15 | 16 | 18 | 18 | 18 | 18 | 18 | 18 | 16 | 16 | 17 | 15 | 18 |

Fonte:  CLASSIFICA SERIE A 23/24, su legaseriea.it.
Legenda:

Luogo: C = Casa; T = Trasferta. Risultato: V = Vittoria; N = Pareggio; P = Sconfitta.

### Statistiche dei giocatori
Sono in corsivo i calciatori che hanno lasciato la società a stagione in corso.
| Giocatore      | Serie A  | Serie A | Serie A     | Serie A    | Coppa Italia | Coppa Italia | Coppa Italia | Coppa Italia | Totale   | Totale | Totale      | Totale     |
| Giocatore      | Presenze | Reti    | Ammonizioni | Espulsioni | Presenze     | Reti         | Ammonizioni  | Espulsioni   | Presenze | Reti   | Ammonizioni | Espulsioni |
| -------------- | -------- | ------- | ----------- | ---------- | ------------ | ------------ | ------------ | ------------ | -------- | ------ | ----------- | ---------- |
| P. Frattali    | 0        | -0      | 0           | 1          | 0            | -0           | 0            | 0            | 0        | -0     | 0           | 1          |
| R. Marchizza   | 13       | 0       | 1           | 0          | 2            | 0            | 0            | 0            | 15       | 0      | 1           | 0          |
| M. Brescianini | 36       | 4       | 1           | 0          | 4            | 0            | 0            | 0            | 40       | 4      | 1           | 0          |
| C. Okoli       | 34       | 0       | 9           | 0          | 3            | 0            | 0            | 0            | 37       | 0      | 9           | 0          |
| S. Romagnoli   | 33       | 1       | 6           | 0          | 3            | 0            | 1            | 0            | 36       | 1      | 7           | 0          |
| J. Báez        | 11       | 1       | 1           | 0          | 1            | 0            | 0            | 0            | 12       | 1      | 1           | 0          |
| K. Lulić       | 1        | 0       | 0           | 0          | 1            | 0            | 0            | 0            | 2        | 0      | 0           | 0          |
| D. Seck        | 11       | 0       | 0           | 0          | 0            | 0            | 0            | 0            | 11       | 0      | 0           | 0          |
| G. Borrelli    | 1        | 0       | 0           | 0          | 1            | 0            | 0            | 0            | 2        | 0      | 0           | 0          |
| K. Jorge       | 20       | 3       | 2           | 0          | 2            | 0            | 0            | 0            | 22       | 3      | 2           | 0          |
| G. Caso        | 14       | 0       | 2           | 0          | 2            | 1            | 1            | 0            | 16       | 1      | 3           | 0          |
| M. Çuni        | 22       | 1       | 0           | 0          | 1            | 0            | 0            | 0            | 23       | 1      | 0           | 0          |
| J.C. Reinier   | 22       | 2       | 3           | 0          | 1            | 1            | 0            | 0            | 23       | 3      | 3           | 0          |
| F. Gelli       | 27       | 0       | 3           | 0          | 3            | 0            | 0            | 0            | 30       | 0      | 3           | 0          |
| L. Garritano   | 12       | 0       | 1           | 0          | 3            | 0            | 0            | 0            | 15       | 0      | 1           | 0          |
| G. Kvernadze   | 5        | 0       | 0           | 0          | 3            | 0            | 1            | 0            | 8        | 0      | 1           | 0          |
| M. Soulé       | 36       | 11      | 4           | 0          | 3            | 0            | 1            | 0            | 39       | 11     | 5           | 0          |
| N. Zortea      | 14       | 1       | 3           | 0          | 0            | 0            | 0            | 0            | 14       | 1      | 3           | 0          |
| L. Canotto     | 1        | 0       | 0           | 0          | 0            | 0            | 0            | 0            | 1        | 0      | 0           | 0          |
| P. Lirola      | 25       | 2       | 1           | 0          | 3            | 0            | 0            | 0            | 28       | 2      | 1           | 0          |
| A. Harroui     | 18       | 3       | 2           | 0          | 3            | 1            | 1            | 0            | 21       | 4      | 3           | 0          |
| A. Oyono       | 16       | 0       | 4           | 0          | 2            | 0            | 0            | 0            | 18       | 0      | 4           | 0          |
| S. Kalaj       | 0        | 0       | 0           | 0          | 0            | 0            | 0            | 0            | 0        | 0      | 0           | 0          |
| M. Bourabia    | 10       | 0       | 1           | 0          | 2            | 0            | 1            | 0            | 12       | 0      | 2           | 0          |
| P. Szymiński   | 1        | 0       | 0           | 0          | 0            | 0            | 0            | 0            | 1        | 0      | 0           | 0          |
| S. Bidaoui     | 0        | 0       | 0           | 0          | 0            | 0            | 0            | 0            | 0        | 0      | 0           | 0          |
| A. Ibrahimović | 16       | 1       | 1           | 0          | 2            | 1            | 1            | 0            | 18       | 2      | 2           | 0          |
| F. Ghedjemis   | 6        | 0       | 1           | 0          | 0            | 0            | 0            | 0            | 6        | 0      | 1           | 0          |
| I. Monterisi   | 24       | 2       | 1           | 0          | 3            | 0            | 2            | 0            | 27       | 2      | 3           | 0          |
| M. Cerofolini  | 8        | -11     | 1           | 0          | 3            | -5           | 0            | 0            | 11       | -16    | 1           | 0          |
| M. Avella      | 0        | -0      | 0           | 0          | 0            | -0           | 0            | 0            | 0        | -0     | 0           | 0          |
| E. Valeri      | 16       | 0       | 3           | 0          | -            | -            | -            | -            | 16       | 0      | 3           | 0          |
| K. Bonifazi    | 6        | 0       | 0           | 0          | 1            | 0            | 0            | 0            | 7        | 0      | 0           | 0          |
| L. Mazzitelli  | 29       | 5       | 6           | 1          | 3            | 0            | 0            | 0            | 32       | 5      | 6           | 1          |
| E. Barrenechea | 36       | 0       | 10          | 0          | 3            | 1            | 0            | 0            | 39       | 1      | 10          | 0          |
| M. Lusuardi    | 4        | 0       | 1           | 0          | 2            | 0            | 0            | 0            | 6        | 0      | 1           | 0          |
| W. Cheddira    | 36       | 7       | 0           | 0          | 3            | 1            | 0            | 0            | 39       | 8      | 0           | 0          |
| S. Turati      | 31       | -58     | 0           | 0          | 1            | -0           | 0            | 0            | 32       | -58    | 0           | 0          |

## Giovanili

### Organigramma
Area direttiva
- Responsabile settore giovanile: Roberto Alberti Mazzaferro

Area tecnica
- Allenatore Primavera: Angelo Gregucci
- Allenatore Under-18: Marco Amelia
- Allenatore Under-17: Alessio Mizzoni
- Allenatore Under-16: Luigi Marsella
- Allenatore Under-15: Ruben Olivera

### Piazzamenti

#### Primavera
- Campionato: 18º (in corso)
- Coppa Italia: Sedicesimi di finale